# Tramwaje w Angers
Tramwaje w Angers − system komunikacji tramwajowej działający we francuskim mieście Angers, działający w latach 1896–1949 oraz od 2011 roku. 

## Historia

### 1896–1949
Dwie pierwsze linie tramwaju elektrycznego w mieście otwarto 21 maja 1896, były to dwie podmiejskie trasy, o długości 8 km każda do Erigné oraz Trélazé. Kolejne linie tramwajowe, już wyłącznie wewnątrz miejskie, otwierano etapami od 23 sierpnia 1896 do 1897. Łączna długość sieci miejskiej wynosiła 14 km. Dzięki czemu powstała sieć składająca się z 6 linii miejskich i dwóch podmiejskich:
- 1: Ecole du Génie - Place Ney;
- 2: Gare Saint-Laud - Route de Paris;
- 3: Gare Saint-Laud - Gare Saint-Serge;
- 4: Place du Ralliement - Place Lyonnaise;
- 5: Place du Ralliement - Route de Nantes;
- 6: Place du Ralliement - La Madeleine;
- Angers Place du Ralliement -  Trélazé;
- Angers Place du Ralliement - Erigné.

Do obsługi sieci początkowo posiadano 31 wagonów silnikowych i 12 doczepnych. Od lat 30. rozpoczęła się stopniowa likwidacja sieci tramwajowej, którą zastępowano komunikacją autobusową. W 1934 zlikwidowano odcinek Ecole du Génie - Place Ney. Jednocześnie zreorganizowano układ linii tramwajowych, dzięki czemu po mieście kursowały trzy linie miejskie i dwie podmiejskie. 10 kwietnia 1937 zamknięto trasę Madeleine - Place Lyonnaise, a nieco ponad rok później, 15 kwietnia 1938 trasę Route de Paris - Route de Nantes.
W 1944 w wyniku bombardowania miasta wstrzymano komunikację tramwajową, którą wznowiono dopiero w 1946. W Wyniku zużycia taboru oraz infrastruktury podjęto decyzję o likwidacji komunikacji tramwajowej, co nastąpiło w maju 1949. 

### Po 2001
W 2001 podjęto decyzję o ponownej budowie tramwajów. W 2004 zatwierdzono przebieg linii, a w 2008 ruszyła budowa. W 2009 wybudowano zajezdnię tramwajową. Oddanie do eksploatacji linii przedłużyło się z powodu budowy mostu dla tramwajów nad rzeką Maine. Oficjalne oddanie do eksploatacji linii nastąpiło 25 czerwca 2011. Linia łączy miasto Avrillé z Angers. Napięcie w sieci trakcyjnej wynosi 750 V DC. W dwóch miejscach w centrum Avrillé i Angers zastosowano zasilanie z trzeciej szyny w systemie APS na długości łącznie 1,5 km. Cała linia ma długość 12,3 km.
W 2018 r. podpisano umowę na budowę drugiej linii o długości 10,1 km z dzielnicy Belle-Beille do centrum wraz z nowym mostem na rzece Maine. W styczniu 2021 linię A skierowano w centrum miasta na nowy odcinek trasy przez przystanek Centre de Congrès zamiast Ralliement. 8 lipca 2023 otwarto dla ruchu wspomnianą trasę do dzielnicy Belle-Beille (Belle-Beille Campus – Molière) o długości 4,8 km oraz odcinek do końcówki Monplaisir (Centre de Congrès – Monplaisir) o długości 3,6 km. Po rozbudowie sieci w mieście funkcjonują trzy linie tramwajowe. Przez przystanek Ralliement, który przed 2021 był obsługiwany przez linię A, kursują tramwaje linii C.

## Linie
Układ linii tramwajowych:
- A: Avrillé Ardenne – La Roseraie
- B: Belle-Beille Campus – Monplaisir
- C: Belle-Beille Campus – La Roseraie

## Tabor
Do obsługi oddanej do eksploatacji w 2011 linii zakupiono 17 tramwajów Alstom Citadis. Tramwaje są dwukierunkowe i dwustronne. W celu obsłużenia linii B i C zakupiono kolejnych 20 wagonów Citadis.

## Galeria

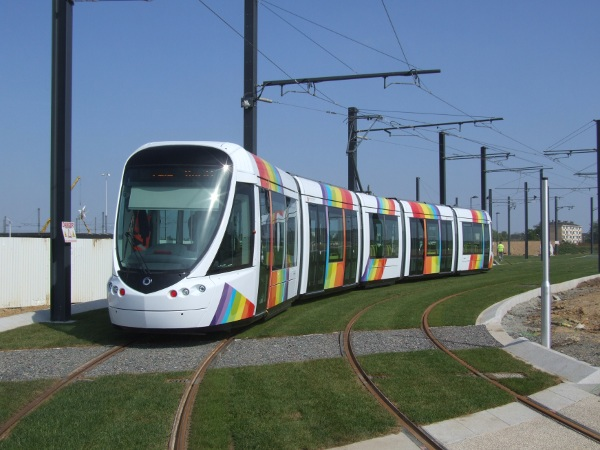
Tramwaj Alstom Citadis 302
Schemat linii tramwajowej
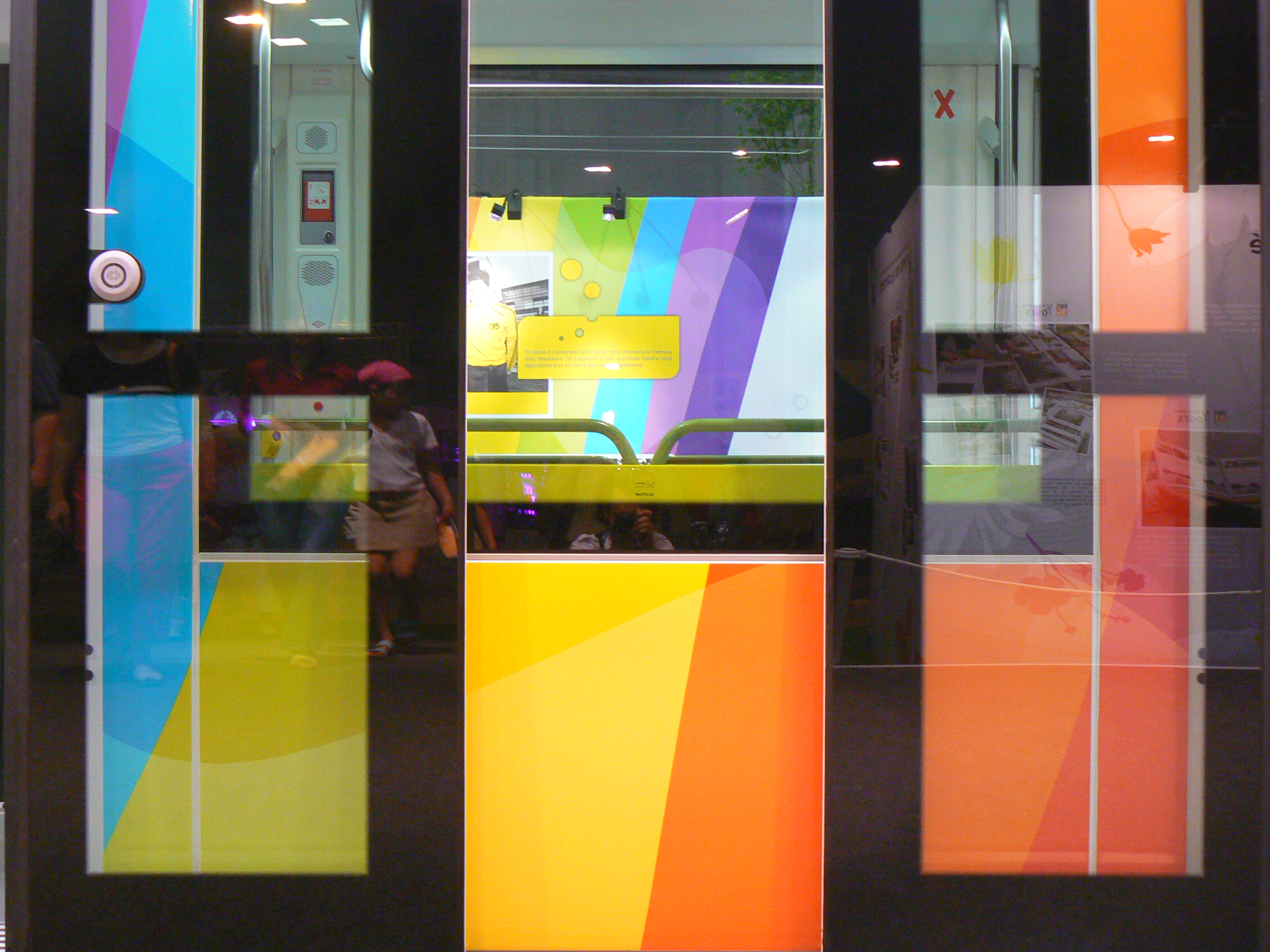
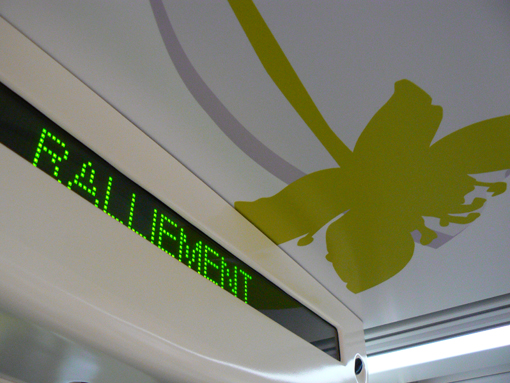
Wyświetlacz wewnątrz tramwaju